# 东风街道 (额济纳旗)
东风街道是中华人民共和国内蒙古自治区阿拉善盟额济纳旗下辖的一个街道办事处，于2017年5月设立。

## 行政区划
东风街道下辖以下村级行政区划单位：
幸福路社区、长征路社区、健康路社区、铁路公园社区、居延路社区。